# 四海波太郎
四海波 太郎（しかいなみ たろう、1883年1月1日 - 1933年12月10日）は、現在の兵庫県洲本市出身で小野川部屋（大阪）出羽海部屋（東京）に所属した力士。本名は佐渡 太郎市。4代君ヶ濱。171cm、90kg。最高位は大阪では東関脇、東京では東小結。

## 経歴
大阪相撲の小野川部屋に入門。1908年6月西昇の四股名で入幕。1910年1月関脇に進み番付発表後に師名を継ぎ八陣と改名。1912年1月東京に移り四海波の名で前頭5枚目格に付出され、1915年1月小結。右四つからの寄りが得意で、横綱梅ヶ谷と3度引分になったことがある。1917年1月に引退、4代君ヶ濱を襲名したが、1921年5月に廃業した。

## 成績
- 幕内成績（大阪）6場所29勝9敗4分3預
- 幕内成績（東京）11場所28勝52敗17休10分3預

### 場所別成績（東京）
| 1912年 （明治45年） | 西前頭7枚目 3–3–3 1預    | 東張出前頭5枚目 2–4–2 2分 |
| 1913年 （大正2年） | 東前頭11枚目 3–4 2分1預  | 西前頭8枚目 5–4 1分       |
| 1914年 （大正3年） | 西前頭2枚目 3–5 2分      | 東前頭6枚目 6–2–1 1預     |
| 1915年 （大正4年） | 東小結 2–8               | 東前頭3枚目 1–9           |
| 1916年 （大正5年） | 東前頭8枚目 0–9 1分      | 東前頭15枚目 3–4–1 2分    |
| 1917年 （大正6年） | 西前頭16枚目 引退 0–0–10 | x                         |
| 各欄の数字は、「勝ち-負け-休場」を示す。 優勝 引退 休場 十両 幕下 三賞：敢=敢闘賞、殊=殊勲賞、技=技能賞 その他：★=金星 番付階級：幕内 - 十両 - 幕下 - 三段目 - 序二段 - 序ノ口 幕内序列：横綱 - 大関 - 関脇 - 小結 - 前頭（「#数字」は各位内の序列） |                          |                           |

## 改名
西昇→八陣→四海波